# Диравонг
Диравонг (енгл. Dirawong) је митолошко биће из митологије абориџинских народа. Ово биће наводно обитава у дивљини Аустралије.

## Опис диравонга

### Опис диравонга у митологији и народним предањима
Диравонг се описује у усменим предањима Абориџина као "велика дуговрата гоана" (врста гуштера из породице варана). У митологији Бундјалунг народа диравонг представља биће које је "творац свега" и које је научило њихов народ разним вјештинама (природној медицини, лову и риболову, сналажењу у дивљини, ...). Такође се наводи да диравонг штити људе (тј. Бундјалунг народа) од Дугине Змије која их жели уништити. У једној легенди се спомиње да је у великој борби између диравонга и Дугине Змије створена ријека Ричмонд, Змијино острво и Пеликаново острво.

### Опис диравонга из модерног доба

#### У креационизму
Према ријечима креациониста диравонг је један од доказа да су људи живјели заједно са диносаурусима. Они га описују као биће налик на диносауруса из групе Сауропода.